# Asbest (Rússia)
Asbest - Асбест (rus) és una ciutat de l'óblast de Sverdlovsk, a Rússia. Es troba al vessant oriental dels Urals, a la vora del riu Bolxoi Reft, afluent per la dreta del Pixmà. És a 86 km al nord-est de Iekaterinburg.

## Història
La vila es creà el 1889 amb el nom de Kudelka, aconseguí l'estatus de possiólok (poble) el 1928 i el de ciutat el 1933. Avui dia Asbest és un centre industrial.